# 小行星3561
小行星3561（3561 Devine）是一颗绕太阳运转的小行星，为主小行星带小行星。该小行星于1983年4月18日发现。

## 轨道参数
小行星3561的轨道半长轴为3.9686893 UA，离心率为0.131。